# Schéma directeur de jalonnement en France
La mise au point de la signalisation routière de direction dans un secteur géographique s'effectue  en deux grandes parties : la première, qui aboutit au schéma directeur de jalonnement, vise à sélectionner les informations à retenir aux différents points de choix; la seconde, qui aboutit au projet de définition de jalonnement vise à décrire précisément les panneaux et leur emplacement sur le terrain.
Ainsi le schéma directeur de jalonnement d’un secteur géographique donné est un document qui contient une carte des  pôles de ce secteur, une carte des  liaisons avec la localisation des carrefours concernés, des fiches-carrefour et des fiches de synthèse.

## Le cadre de l’étude
Le cadre de l'étude comporte à la fois l'aire géographique et le réseau de voirie concerné. Le réseau à prendre en compte est déterminé par l'époque à laquelle la signalisation sera mise en place et les réseaux des zones limitrophes.
Le document issu de cette étape est le plan de l'aire et du réseau étudiés.

## L'étude des pôles
Il s'agit de rechercher tous les pôles (en fait tous les noms de lieux et de services) intéressant les usagers dans l'aire étudiée. Ce travail consiste en premier lieu à faire la liste de ces pôles et à les dénommer. Il se fait de manière à coïncider avec ce que connaissent les usagers. En second lieu un classement des pôles est établi ; en effet les pôles n'ont pas tous la même importance en soi (par exemple : un quartier est, sauf cas particulier, jugé moins important que la ville dont il fait partie. Ce classement s'appuie essentiellement sur la population et l'activité de chaque pôle. Ces deux indicateurs caractérisent la circulation induite par les pôles et donc le nombre d'usagers et le trafic concernés.
Les documents issus de cette étape sont la liste des pôles et leur classement ainsi qu'une ou des cartes où ils sont repérés.

## L'étude des liaisons
Le but de cette étape est de déterminer les liaisons entre un pôle donné et les autres pôles en fonction d'un certain nombre de règles. Ce travail est fondamental car il vise non seulement à rechercher les liaisons mais  également à en établir un classement en fonction de l'importance des pôles reliés (application du classement des pôles). Ce classement est en général représentatif des flux de trafic utilisant les liaisons. 
Celles-ci sont recensées de manière exhaustive, afin de garantir la continuité de la signalisation, sous réserve de règles restrictives visant à en limiter la longueur et à traduire les phénomènes d'influence des pôles les uns vis-à-vis des autres.
Les documents issus de cette étape sont des tableaux indiquant, pour chaque pôle, les liaisons (et leur classement) qui en sont issues et des cartes représentant les liaisons.

## L'établissement de fiches-carrefour
Les liaisons sont traduites sous forme de  mentions signalables aux carrefours. Le travail consiste donc à transcrire le résultat de l'étude des liaisons en termes de signalisation aux carrefours où seront implantés les panneaux relatifs à chaque liaison. Cette transcription s'effectue sur une fiche recensant l'ensemble des mentions impliquées par les diverses liaisons traversant un carrefour donné. Cette fiche est dite fiche-carrefour.
Les documents issus de cette étape sont les plans de repérage des carrefours et les fiches-carrefour elles-mêmes.

## Les compléments à l'étude des liaisons
Certains éléments particuliers sont pris en compte en complément de l'étude des liaisons :
- la signalisation de rabattement vers une voie
- la signalisation de "repiquage"
- la signalisation de points de passage
- la signalisation des pôles non classés.

Les documents issus  de cette étape sont les compléments figurés sur les fiches-carrefour existantes concernées, des fiches-carrefour complémentaires et les cartes relatives à chaque jalonnement étudié.

## L'établissement de fiches de synthèse
Cette étape rompt avec la démarche analytique suivie auparavant. Il s'agit enfin de garantir la lisibilité de la signalisation.
Cet objectif est atteint en éliminant, parmi l'ensemble des mentions recensées dans les fiches-carrefour, celles qu'il n'est pas nécessaire de faire figurer sur les panneaux et celles qui sont en surnombre du point de vue de la lisibilité. L'élimination des mentions doit se faire en veillant strictement au respect du principe de continuité.
Le résultat de cette simplification se traduit sous forme de fiches de synthèse relatives à chaque carrefour. Ces fiches indiquent les mentions qui devront être effectivement portées sur les panneaux de signalisation à chaque carrefour.
Les documents issus de cette dernière étape sont les fiches de synthèse.

## Approbation
Le schéma directeur fait l'objet de décisions d'approbation. En effet des modifications fréquentes des mentions (et, par voie de conséquence, des panneaux) sont incompatibles avec le souhait de rendre le meilleur service à l'usager. De plus, les modifications de classement des pôles ou des liaisons ont des implications très importantes sur la cohérence globale de la signalisation de direction. 
Les décisions de classement des pôles ou des liaisons ne peuvent donc se faire qu'en cours (ou à la fin) de l'élaboration (ou de l'actualisation) du schéma directeur ainsi est-on prémuni contre des modifications incontrôlées de la signalisation.
Afin de préserver la cohérence du jalonnement qui structure fortement le réseau national, les décisions concernant les pôles et les liaisons d'intérêt national sont prises au niveau ministériel. Par contre, les décisions concernant les pôles et les liaisons d'intérêt local sont prises par l'autorité décentralisée compétente. Cependant, dans le double but d'éviter un travail inutile aux projeteurs et de prendre en compte les réalités auxquelles sont attachés les usagers, l'ensemble des étapes de l'étude doit se faire dans la concertation la plus totale entre les différentes parties concernées de façon que les accords obtenus au cours des phases intermédiaires garantissent la décision finale.

## Sources
- Instruction interministérielle du 22 mars 1982 relative à la signalisation de direction.